# 알래스카툰드라늑대
알래스카툰드라늑대(Canis lupus tundrarum) 또는 베런그라운드늑대는 허드슨만 동부부터 배로 곶까지 북극해 해안까지의 배런그라운드 및 북극 제도 북부에 서식하고 있는 회색늑대의 아종이다. 이 늑대는 1912년 제리트 스미스 밀러가 이름을 붙였다. 그는 두개골과 치아의 형태학적 연구로 대평원늑대와 비슷하며, 입천장과 연단이 좁게 생겼다. 이 종은 크며, 흰색 늑대인 유콘늑대와 비슷하게 생겼지만 그보다 더 밝은 색상을 가지고 있다.
2005년 기준, 이 종은 MSW3에서는 늑대의 아종으로 분류하고 있으며, 미국 어류 및 야생동물관리국에서는 매켄지계곡늑대과 동종으로 분류한다.